# Kozloduj
Kozloduj (bulharsky Козлодуй) je město ležící v severozápadním Bulharsku, v Dolnodunajské nížině na břehu Dunaje. Nachází se zde jaderná elektrárna Kozloduj. Město je správním střediskem stejnojmenné obštiny a má přibližně 12 tisíc obyvatel.

## Historie
Vyvýšené místo nad Dunajem osídlili již Thrákové, jak dokládají hrobky datované do 1. tisíciletí př. n. l. Později tudy vedla římská dunajská silnice, o čemž svědčí pozůstatky římských opevnění Magura Piatra (nebo Regianum), Camistrum a Augusta. V 7. století se stalo, spolu s Lomem a Ostrovem, součástí řetězce raně středověkých pevností, které chránily první Bulharskou říši před nájezdy Avarů.
První písemná informace o existenci vesnice pochází  z osmanského berního soupisu z roku 1483, kde se uvádí: „vesnice Koydozlu patřící kaze Çibri, osm domácností.“ Ze 16. století se dochovaly další dokumenty, v nichž je Kozloduj uvedena v různých variantách zápisu, které dokazují trvalé osídlení osady. V bulharském textu se název obce objevil poprvé v roce 1873 v časopisu „Letostruj neboli domácí kalendář“, který vycházel ve Vídni a kde jsou uvedeny i údaje o ní. V tabulce statistického popisu okresu Orjachovo ve Vracké diecézi jsou uvedeny údaje o obcích. Kozloduj je popsána následujícími informacemi: ves Kozloduj, národnost — Valaši, domy — 320, rodiny — 401, kostely — sv. Trojice, jméno kněze — Rad. Georgiev a Dim. Nakov. 17. května 1876jul. se zde vylodil z parníku Radetzki oddíl bojovníků za osvobození Bulharska pod velením Christo Boteva.
Kozloduj byla osvobozena během  rusko-turecké války 23. listopadu 1877 8. jízdním plukem ruské armády a následně se stala součástí Bulharského knížectví. V létě roku 1950, během kolektivizace, se asi 600 lidí z vesnice neúspěšně pokusilo vystoupit z nedávno založeného zemědělského družstva. Aby je od toho odradil, dostavil se náměstek ministra zemědělství Stojan Sulemezov. Jeho příjezd vyvolal spontánní demonstraci, okna místního výboru byla rozbita. Přestože protestující chtěli nakonec se Sulemezovem jednat, byl dav byl rozptýlen za použití zbraní. Desítky vesničanů byly zatčeny a následně odsouzeny. Později tu působila nelegální skupina Bojová mezinárodní zemědělská organizace, jejíž členové pořádali podobné akce. Byli pochytáni a rovněž odsouzeni.
Kozloduj získal status města v roce 1969. Zásadní význam pro rozvoj města mělo zahájení výstavby první bulharské jaderné elektrárny 6. dubna 1970. Bylo postaveno celkem 6 bloků a první dva byly zprovozněny v roce 1974, ale ty už byly uzavřeny stejně jako dva další; v provozu zůstávají dva bloky.

## Obyvatelstvo
Ve městě žije 12 838 obyvatel a je zde trvale hlášeno 12 365 obyvatel. Podle sčítání 1. února 2011 bylo národnostní složení následující:
- Bulhaři: 10 966 (97.6 %)
- Romové: 136 (1.2 %)
- Turci: 24 (0.2 %)
- ostatní: 111 (1.0 %)